# گلوریا کتز
گلوریا کتز (انگلیسی: Gloria Katz؛ زادهٔ ۲۵ اکتبر ۱۹۴۲) یک فیلم‌نامه‌نویس، و تهیه‌کننده اهل ایالات متحده آمریکا است.